# Tony Palladino
Anthony Americo Palladino, detto Tony (New York, 6 aprile 1930 – New York, 14 maggio 2014), è stato un illustratore, designer e docente statunitense.

## Biografia

### L'infanzia
Nato nel borough newyorkese di Manhattan da emigranti italiani e cresciuto nel pieno della grande depressione, iniziò a lavorare fin da piccolo per contribuire al bilancio familiare. La strada fu perciò la sua prima scuola, e si dice che avesse un buon gancio sinistro. Tuttavia, in quei tempi duri, maturava la sua sensibilità di artista. A 8 anni, s'intrufolava nell'East Harlem’s Triboro Burlesque per spiare gli spettacoli per adulti, e quella fu la sua prima esperienza visuale forte. La vita della grande città lo impressionò talmente da crescere in lui il desiderio di ritrarla nei lavori futuri. Peraltro, nessuno dei suoi familiari parlava decentemente l'inglese, e, siccome egli rifiutava di parlare l'italiano, comunicava con loro attraverso i disegni.

### Gli anni della scuola
Nel 1946 si iscrisse alla High School of Music & Art locale, dove, oltre ad apprendere i fondamenti tecnici, strinse un'amicizia umana e professionale pluri-decennale con George Lois e Bob Gill, con i quali formò un gruppo di avanguardia dedito alla sovversione delle regole. Successivamente, nel 1948 fu studente di Mark Rothko, Robert Motherwell e William Baziotes, padri dell'Espressionismo astratto.
Dopo gli anni del servizio militare iniziò a lavorare nelle arti, e l'amico Bob Gill lo introdusse a Silas Rhodes, il fondatore della New York’s School of Visual Arts (SVA – NYC), dove iniziò l'esercizio dell'insegnamento che continuò tutta la vita: anche nell'estate del suo ultimo anno, era programmato un corso estivo. Nella prima metà degli anni sessanta segue i corsi all'Università Yale, con Ivan Chermayeff e Robert Brownjohn. Parallelamente all'insegnamento, ha condotto una carriera professionale nell'ambito della grafica pubblicitaria, come grafico e direttore artistico.

### L'arte e la carriera professionale
La chiamata dell'Esercito lo strappò dalla città e dagli studi, dal 1950 al 1953, e quando tornò negli States iniziò a dipingere l'ambiente del burlesque e le altre esperienze infantili e giovanili. A metà degli anni cinquanta inizia a sperimentare caratteri di stampa accoppiati con nuovi concetti grafici, e a lavorare per package designer come Irving Werbin. Oltre a grafiche e pitture, realizza una serie di poster per le campagne di reclutamento della School of Visual Arts.

Il logo di Psyco

Disegna la sovracoperta del romanzo Psycho di Robert Bloch (1959), che diventerà il suo lavoro più popolare su scala globale; tre anni dopo, Alfred Hitchcock compra i diritti per la trasposizione sul grande schermo, e l'agenzia pubblicitaria J. Walter Thompson compra a Palladino i diritti d'uso della sua grafica, che diventerà il celeberrimo logo del film ed ispirerà i titoli di testa realizzati da Saul Bass. Altre sovracoperte impressive, tra le tante realizzate, sono quelle per i romanzi Shock Treatment di Winfred Van Atta (1961), e Axe di Ed McBain (1964).
Durante i corsi alla Yale, inizia a sperimentare opere multi-mediali e la sua creatività si politicizza: di questo periodo è Radio is dead, come risposta alla censura radiofonica. Crea alcune copertine della rivista Architecture & Engineering News, diventa direttore artistico dell'agenzia pubblicitaria Papert, Koenig, Lois Advertising e per questa realizza campagne popolari negli States come The Uncrushables per l'azienda di abbigliamento sportivo Evan-Picone. Nel 1968, la Tube Floor Lamp (design di Palladino, realizzazione di John Mascheroni) viene accettata al Museum of Modern Art (MoMA). Successivamente, allarga il campo dei materiali, dai pastelli ad olio ai contenitori plastici per il latte: ad esempio, è del 1976 l'ennesimo omaggio al Triboro Burlesque, fatto con le gomme da masticare.
Continua a disegnare poster pubblicitari per la  SVA – NYC e per alcuni grandi eventi, che vengono sistematicamente esposti nelle stazioni della metropolitana: lo stile di Palladino diventa identificativo della Grande Mela e del processo sociale; tra gli altri: Cotton Bowl, Mobil Masterpiece Theater, Lenny Bruce on Broadway, La traviata at the Metropolitan Opera. E disegna loghi per aziende, tra le quali: Conrail, New York’s Trattoria Restaurant, Bellevue Hospital and Melsky Zander Films.
Tony Palladino è morto il 14 maggio 2014 al Lenox Hill Hospital di New York a causa delle complicazioni di una polmonite. Al momento della morte gli sopravvivevano la moglie Angela, due figlie, un fratello e tre nipoti.

## Premi ed esposizioni
- Nel 1987 è stato introdotto nella Hall of Fame dell'Art Directors Club of New York.[6]
- Nel 1997, ha ceduto il suo archivio personale al Milton Glaser Design Study Center and Archives, sito negli spazi della SVA – NYC.[7]
- Nel 1999 ha ricevuto il premio Master Series dalla SVA – NYC, ed alcune delle sue opere più significative sono state esposte dal 4 al 27 ottobre.[8] Per il design dell'invito e il poster dell'evento, ha ricevuto due primi premi dalla National Publications Association.[9]
- I lavori di Palladino sono stati esposti in svariate sedi, tra le quali: MoMA, Art Directors Club of New York, Lichtfield Library, NYU Gallery.
- Alcuni lavori sono parte delle collezioni permanenti del MoMA, della Galleria d'arte moderna e contemporanea di San Marino e del Museo del Design della Tessalonica, in Grecia.[5]